# Romeo Neri
Romeo Neri (Rimini, 26 marzo 1903 – Rimini, 23 settembre 1961) è stato un velocista, ginnasta e allenatore di ginnastica artistica italiano, tre volte campione olimpico e quattro volte campione italiano assoluto di ginnastica.
A lui è stato intitolato lo stadio di Rimini. Nel 1996, in occasione delle Olimpiadi di Atlanta, è stato commemorato negli Stati Uniti con una serie di T-shirt celebrative.

## Biografia

### Gli esordi nel nuoto e nell'atletica leggera
Ultimo di cinque figli, iniziò a praticare il nuoto, classificandosi terzo nella traversata del Golfo della Spezia, città nella quale si era trasferito nel 1916 in cerca di lavoro; si diede anche all'atletica, riuscendo conquistare il bronzo ai campionati italiani nei 400 metri piani.
Una volta tornato nella sua città natale nel 1918, si aggiudicò altri titoli nel nuoto gareggiando per l'Unione Sportiva Libertas e successivamente, sollecitato dal direttore sportivo della società Giovanni Balestri, nel 1920 iniziò a praticare la ginnastica con risultati promettenti.

### L'asso della ginnastica
Nel 1925, alla fine del completamento dei due anni di servizio militare, entrò a far parte della scuola di Balestri, Braglia e Corrias, che saranno i suoi maestri, ed iniziò a farsi notare a livello agonistico iniziando a mietere elogi e i primi successi.
Nel 1926 si laureò campione italiano alle parallele, mentre nel 1928 vinse invece il titolo generale individuale, il Trofeo Braglia di Modena, il Gran Premio Brunetti di Bologna, il Criterium degli Assi di Torino e la Coppa Bustese. Sempre quell'anno partecipò alle Olimpiadi di Amsterdam, dove vinse l'argento alla sbarra e giunse in finale anche nel concorso generale individuale e agli anelli, classificandosi in entrambi i casi al quarto posto, mentre la squadra Nazionale si classificò sesta.
Nel 1929 e nel 1930 si confermò campione italiano nel concorso generale individuale..
Nel 1931 fu vittima di un malanno da cui però si riprese tornando in piena forma in vista del grande appuntamento quale era l'Olimpiade di Los Angeles del 1932. A Los Angeles Neri conquistò 3 ori: nel concorso generale individuale, alle parallele e in quello a squadre (con Savino Guglielmetti, Mario Lertora, Oreste Capuzzo e Franco Tognini). Neri sfiorò la medaglia anche al corpo libero, dove si classificò al quarto posto. Gli venne anche offerta la parte di Tarzan per una serie di film che stavano per essere prodotti dalla MGM; lui rifiutò non sentendosela di abbandonare la sua casa e la sua gente: sarà poi presa da un altro olimpionico, il campione statunitense di nuoto Johnny Weissmuller.
Continuò l'attività agonistica diventando nel 1933 campione italiano seniores, e vincendo nel 1934 l'argento nel concorso generale individuale ed il bronzo al volteggio ai campionati mondiali di Budapest.
Ai Giochi olimpici di Berlino del 1936, uno strappo muscolare al bicipite destro, nel corso di un esercizio, gli impedì di difendere i titoli conquistati quattro anni prima e impedì alla squadra Nazionale di andare oltre il quinto posto.
Una volta ripresosi, tornò a gareggiare, classificandosi primo nell'incontro Italia-Ungheria del 1939.

### Carriera di istruttore
Nel dopoguerra diventò istruttore della nazionale che partecipò alle edizioni dei Giochi del Mediterraneo del 1951 e quelle del 1955, a cui prese parte anche il figlio maggiore Romano, vincendo la medaglia d'oro nel concorso a squadre; partecipò anche alle Olimpiadi di Helsinki 1952.
Fu il primo a credere nelle qualità di Franco Menichelli, facendolo esordire in Nazionale nel 1957, a soli sedici anni, in un incontro contro la Jugoslavia.
Fu allenatore federale fino al 1958.

## Palmarès
Giochi olimpici
| Anno | Manifestazione  | Sede        | Evento                        | Risultato |
| ---- | --------------- | ----------- | ----------------------------- | --------- |
| 1928 | Giochi olimpici | Amsterdam   | Sbarra                        | Argento   |
| 1932 | Giochi olimpici | Los Angeles | Concorso generale individuale | Oro       |
| 1932 | Giochi olimpici | Los Angeles | Concorso a squadre            | Oro       |
| 1932 | Giochi olimpici | Los Angeles | Parallele                     | Oro       |

Mondiali
- : Budapest 1934 (Concorso generale individuale)
- : Budapest 1934 (Volteggio)

Campionati nazionali
- Oro 4 volte campione nazionale nel concorso generale (1928-1929-1930-1933)

## Riconoscimenti
- Nel maggio 2015, una targa dedicata a Neri fu inserita nella Walk of Fame dello sport italiano al parco olimpico del Foro Italico a Roma, riservata agli ex-atleti italiani che si sono distinti in campo internazionale.[6][7]